# James P. Doyle

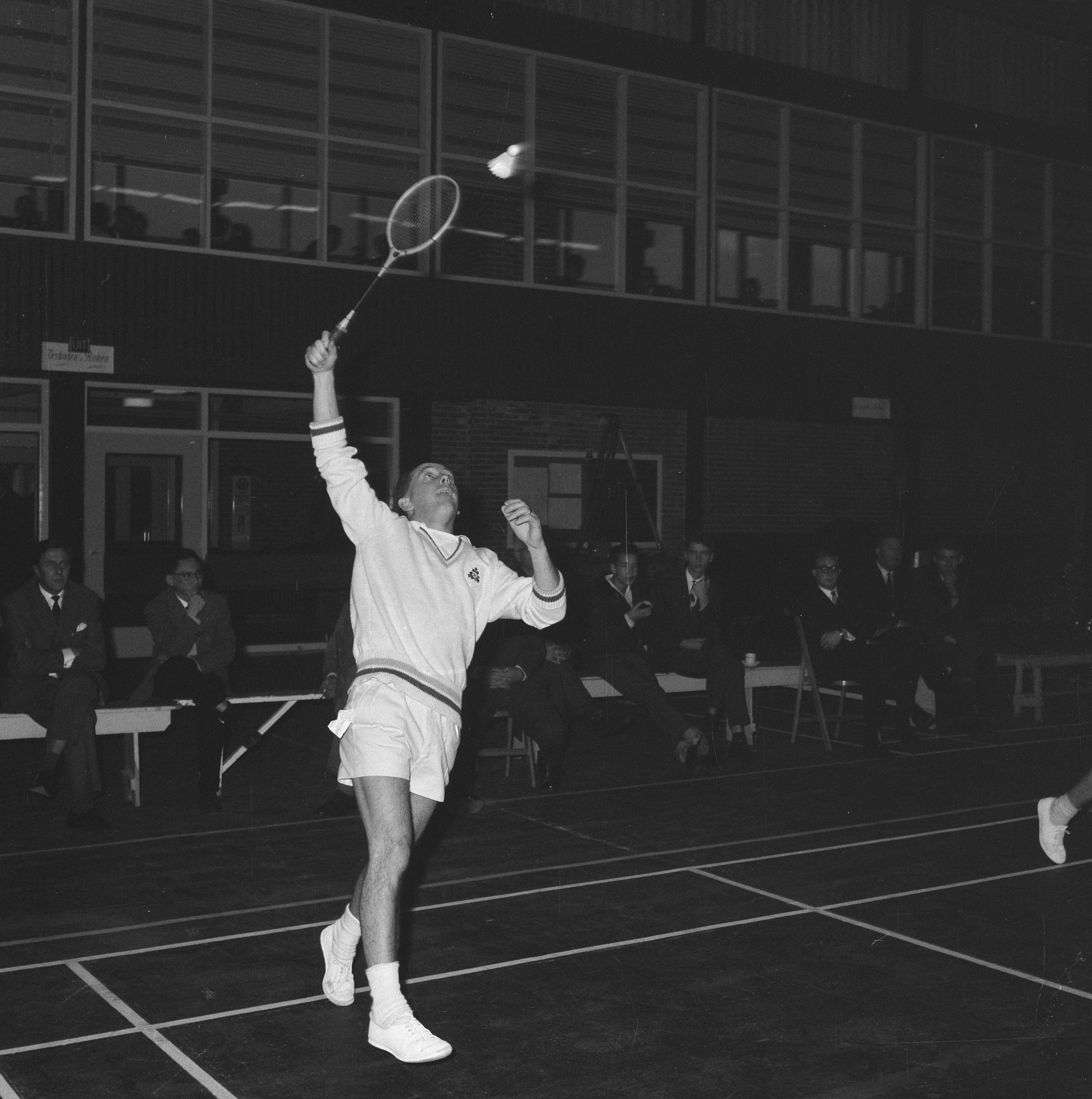
James P. Doyle

James P. „Chick“ Doyle (* 1930; † 1985) war ein irischer Badmintonspieler. 

## Karriere
James Doyle gewann 1954 seinen ersten irische Meisterschaft, acht weitere folgten bis 1961. 1955 siegte er bei den Scottish Open, 1956 bei den Welsh International und Irish Open.

## Sportliche Erfolge
| Saison | Veranstaltung                 | Disziplin    | Platz | Name                             |
| ------ | ----------------------------- | ------------ | ----- | -------------------------------- |
| 1954   | Irland: Einzelmeisterschaften | Herreneinzel | 1     | James Doyle                      |
| 1955   | Scottish Open                 | Herreneinzel | 1     | James Doyle                      |
| 1955   | Irland: Einzelmeisterschaften | Herreneinzel | 1     | James Doyle                      |
| 1956   | Welsh International           | Herreneinzel | 1     | James Doyle                      |
| 1956   | Irish Open                    | Herreneinzel | 1     | James Doyle                      |
| 1956   | Irland: Einzelmeisterschaften | Herrendoppel | 1     | Desmond Lacey / James Doyle      |
| 1956   | Welsh International           | Herrendoppel | 1     | Desmond Lacey / James Doyle      |
| 1956   | Irland: Einzelmeisterschaften | Herreneinzel | 1     | James Doyle                      |
| 1957   | Irland: Einzelmeisterschaften | Herreneinzel | 1     | James Doyle                      |
| 1958   | Irland: Einzelmeisterschaften | Herreneinzel | 1     | James Doyle                      |
| 1959   | Irland: Einzelmeisterschaften | Herreneinzel | 1     | James Doyle                      |
| 1960   | Irland: Einzelmeisterschaften | Herreneinzel | 1     | James Doyle                      |
| 1961   | Irland: Einzelmeisterschaften | Herreneinzel | 1     | James Doyle                      |
| 1963   | Irland: Einzelmeisterschaften | Herrendoppel | 1     | Cyril W. Wilkinson / James Doyle |